# エイドリアン・ガーヴィッツ
エイドリアン・ガーヴィッツ（Adrian Gurvitz、1949年6月26日 - ）は、イングランド生まれのシンガーソングライター、ミュージシャン、音楽プロデューサー。その多作なソングライティング能力は、グラミー賞を受賞した映画『ボディガード』のサウンドトラック、エディ・マネーのビルボード・メインストリーム・ロック・チャート・ナンバー1シングル「The Love in Your Eyes」、自身のナンバーで全英8位のヒット・シングル「Classic」、自ら率いるバンド、ザ・ガンの全英ロック・チャート・トップ10シングル「悪魔天国（Race with the Devil）」といったヒットを彼にもたらした。彼の初期のバンドであるザ・ガン、スリー・マン・アーミー、ベイカー・ガーヴィッツ・アーミーは、イギリスのハードロック・サーキットにおける最初の波に大きな影響を与えた。ガーヴィッツはまた、複雑でハードドライヴなソロで知られるリード・ギタリストとしても注目を集めた。ガーヴィッツは、『メロディ・メイカー』誌のクリス・ウェルチによって「世界最高ギタリスト」リストの9位に選ばれている。 

## 生い立ち
ガーヴィッツの父はクリフ・リチャード及びシャドウズ、そしてキンクスのツアー・マネージャーであった。エイドリアンは8歳でギターを始め、15歳までにスクリーミング・ロード・サッチ、ビリー・デイヴィス、クリスピアン・セント・ピーターズのような初期のバンドでツアーを行っていた。1967年、彼は自身のバンド、ルパーツ・ピープル (Rupert's People)のシングル「Reflections of Charles Brown」をコロムビア・レコードからリリースした。この歌は、1967年8月のオーストラリア・ポップチャートにて13位を記録した。イギリスのメインチャートに達することはできなかったが、1967年8月の3週間、チャートの下に「ブレイカー（注目曲）」としてリストされた。ガーヴィッツはユダヤ人である。 

## ディスコグラフィ

### ソロ・アルバム
- Sweet Vendetta (1979年、Jet)
- The Way I Feel (1979年、Jet)
- Il Assassino (1980年、Jet)
- Classic (1982年、RAK/Geffen)
- Acoustic Heart (1996年、Playfull)
- No Compromise (2000年、Playfull)
- Classic Songs (2000年、Playfull) ※コンピレーション

### ザ・ガン
- 『悪魔天国』 - Gun (1968年、CBS)
- 『ガンサイト』 - Gun Sight (1969年、CBS)

### スリー・マン・アーミー
- 『ア・サード・オヴ・ア・ライフタイム』 - A Third of a Lifetime (1971年、Pegasus Records)
- Mahesha (1973年、Reprise/Polydor) ※アメリカでは『Three Man Army』として発売
- 『トゥー』 - Three Man Army Two (1974年、Reprise/Polydor)
- Three Man Army 3 (2005年、Revisited Records) ※1973年-1974年録音

### ベイカー・ガーヴィッツ・アーミー
- 『進撃』 - Baker Gurvitz Army (1974年、Vertigo/Atlantic)
- 『天上の闘い』 - Elysian Encounter (1974年、Atco/Vertigo)
- 『燃え上がる魂』 - Hearts On Fire (1975年、Repertoire/Vertigo)

### グレアム・エッジ・バンド・フィーチャリング・エイドリアン・ガーヴィッツ
- 『さすらいの騎士』 - Kick Off Your Muddy Boots (1975年、Threshold)
- 『パラダイス・ボウルルーム』 - Paradise Ballroom (1977年、London/Decca)

### ソロ・シングル
- "Untouchable and Free" (1979年)
- "The Way I Feel" (1979年)
- "She's in Command" (1979年)
- "Classic" (1982年)
- "Your Dream" (1982年)
- "Clown" (1982年)
- "Corner of Love" (1983年)
- "Hello Mum" (1983年)

### 作詞作曲クレジット/参加アルバム
- イングランド・ワールド・カップ・スクワッド : "This Time (We’ll Get It Right)" (1982年)
- ホット・チョコレート : Love Shot ("I'm Sorry", "Friend of Mine") (1983年)
- エディ・マネー : "The Love in Your Eyes" (1989年)
- REOスピードワゴン : The Second Decade of Rock and Roll 1981 to 1991 ("All Heaven Broke Loose") (1991年)
- ヘンリー・リー・サマー : Way Past Midnight ("So Desperately") (1991年)
- The Bodyguard Soundtrack - Kenny G and Aaron Neville : "Even if My Heart Would Break" (1992年)
- ケニー・G : Breathless ("Even if My Heart Would Break") (1992年)
- スティーヴ・ペリー : "It Won't Be You" (B-side to "Missing You" single) (1994年)
- Various Artists : Überdosis G'fühl 2 ("Classic") (1997年)
- ユッスー・ンドゥール : Joko: From Village To Town ("My Hope is in You") (1999年)
- シーシー・ワイナンズ : CeCe Winans ("More Than What I Wanted", "Looking Back at You") (2001年)
- ベント : "Magic Love" (2002年)
- ノー・シークレッツ : No Secrets ("Hot", "I Know What I Want", "No Secrets") (2002年)
- シーシー・ワイナンズ : Throne Room (2003年)
- ボブ・サンクラー : Born in 69 ("The Way I Feel") (2009年)
- ピクシー・ロット featuring スティーヴィー・ワンダー : Young Foolish Happy ("Stevie on the Radio") (2011年)
- Emii・フィーチャリング・スヌープ・ドッグ : "Stilettos" (2012年)
- アンドラ・デイ : Cheers to the Fall (2015年)
- Transviolet : Tranviolet EP (2015年)

## アルバム/シングルおよびソングライティングの実績
このセクションでは、ガーヴィッツがメンバーを務めたバンド、彼のソロ作品、およびソングライターとして貢献した他のアーティストのアルバム/シングルのチャート履歴と販売実績を示す。 
| アーティスト                               | アルバムまたはシングル                                                                   | 実績 | 発表年 |
| ------------------------------------------ | ---------------------------------------------------------------------------------------- | --- | ------ |
| ルパーツ・ピープル                         | "Reflections of Charles Brown"                                                           | 全英トップ40、オーストラリア13位                                                                               | 1967   |
| ザ・ガン                                   | "Race with the Devil"                                                                    | 全英トップ10チャート、ヨーロッパ・トップ・チャート1位                                                          | 1967   |
| ベイカー・ガーヴィッツ・アーミー           | 『進撃』 - Baker Gurvitz Army                                                            | 全英トップ20チャート、全米ビルボード・チャート、米国：ゴールド                                                 | 1974   |
| ベイカー・ガーヴィッツ・アーミー           | 『天上の闘い』 - Elysian Encounter                                                       | 全米ビルボード・チャート、米国：ゴールド                                                                       | 1975   |
| ベイカー・ガーヴィッツ・アーミー           | 『燃え上がる魂』 - Hearts On Fire                                                        | 全米ビルボード・チャート、米国：ゴールド                                                                       | 1976   |
| グレアム・エッジ・バンド                   | 『さすらいの騎士』 - Kick Off Your Muddy Boots                                           | 全米ビルボード・トップ100・チャート                                                                            | 1975   |
| グレアム・エッジ・バンド                   | 『パラダイス・ボウルルーム』 - Paradise Ballroom                                         | 全米ビルボード・トップ100・チャート                                                                            | 1977   |
| エイドリアン・ガーヴィッツ                 | "Sweet Vendetta"                                                                         | 日本：スマッシュ・ヒット                                                                                       | 1979   |
| エイドリアン・ガーヴィッツ                 | "Classic"                                                                                | 全英およびヨーロッパ・チャート8位                                                                              | 1982   |
| イングランド・ワールド・カップ・スクワッド | "This Time (We'll Get It Right)"                                                         | 全英チャート1位、英国：ゴールド                                                                                | 1982   |
| エディ・マネー                             | "The Love in Your Eyes"                                                                  | 全米Billboard Hot 100 24位、ビルボード・メインストリーム・ロック・トラック・チャート1位、米国：ゴールド        | 1989   |
| ケニー・G & アーロン・ネヴィル             | 『ボディガード』サウンドトラック - The Bodyguard: Soundtrack                             | 過去最高のサウンドトラック売上1位、グラミー賞アルバム・オブ・ザイヤー（1994年） 、世界：4500万枚売上・プラチナ | 1992   |
| ケニー・G                                  | 『ブレスレス』 - Breathless                                                              | 全米ビルボード・チャート1位、米国：1200万枚売上・プラチナ                                                      | 1992   |
| スティーヴ・ペリー                         | "Missing You"                                                                            | 全米Billboard Hot 100 74位、米国：ゴールド                                                                     | 1994   |
| スティーヴィー・ニックス                   | 『サンフランシスコの空の下』サウンドトラック - Party of Five Soundtrack – "Free Fallin'" | 米国：ゴールド                                                                                                 | 1996   |
| ユッスー・ンドゥール                       | "My Hope is in You"                                                                      | 英国：ゴールド                                                                                                 | 1999   |
| シーシー・ワイナンズ                       | Throne Room                                                                              | 全米トップ・ゴスペル・アルバム2位                                                                              | 2001   |
| Various Artists                            | 『ジミー・ニュートロン 僕は天才発明家!』サウンドトラック - Jimmy Neutron Soundtrack      | 全米Billboard 200 6位、米国：ゴールド                                                                          | 2001   |
| ノー・シークレッツ                         | No Secrets                                                                               | ヒートシーカーズ・ビルボード・チャート1位                                                                      | 2002   |
| Various Artists                            | 『ディズニーマニア』 - Disneymania                                                       | ビルボード200 52位、米国：ゴールド                                                                             | 2002   |
| Various Artists                            | 『ディズニーマニア2』 - Disneymania 2                                                    | Billboard 200 29位、米国：ゴールド                                                                             | 2004   |
| Various Artists                            | 『ディズニーマニア3』 - Disneymania 3                                                    | ビルボード200 30位、米国：ゴールド                                                                             | 2005   |
| ピクシー・ロット                           | Young Foolish Happy – "Stevie on the Radio" フィーチャリング・スティーヴィー・ワンダー   | 英国：ゴールド                                                                                                 | 2011   |
| Emii                                       | "Mr. Romeo" フィーチャリング・スヌープ・ドッグ                                           | 全米ビルボード・トップ20・チャート                                                                             | 2012   |
| Emii                                       | "Time to Move On"                                                                        | Music Week UKコマーシャルPOPクラブチャート 4位、アップフロント・クラブ・チャート9位                            | 2013   |
| アンドラ・デイ                             | "Rise Up"                                                                                | 全米Billboard 200 61位                                                                                         | 2015   |